# 紅緣絲鰭鸚鯛
紅緣絲鰭鸚鯛，又名紅緣絲隆頭魚、紅娘仔、柳冷仔，为隆頭魚科絲隆頭魚屬下的一个种，分布於西太平洋區，從琉球群島，經菲律賓、印尼至斐濟、東加海域，棲息深度25-52公尺，體長可達12.2公分，棲息在外海礁坡海域，生活習性不明。

## 擴展閱讀
維基物種上的相關：紅緣絲隆頭魚